# Palazzo Rutia De Silva
Il Palazzo Rutia De Silva è un palazzo storico di Napoli, situato in vico Santo Spirito di Palazzo nel quartiere di San Ferdinando.

## Storia e descrizione
Il palazzo venne certamente costruito nella seconda metà del XVI secolo, in concomitanza con la poderosa espansione della città verso ovest dovuta alle scelte urbanistiche compiute dal celebre viceré Don Pedro Alvarez de Toledo. La relazione censuaria della collina di Pizzofalcone fatta dall'ingegnere Antonio Galluccio nel 1689 ci indica come proprietari Don Bartolomeo Rutia e Don Antonio De Silva (da questo deriva il nome attribuito al palazzo da Italo Ferraro). Il catasto francese, voluto da Gioacchino Murat e pubblicato tra il 1815 e il 1820, documenta il frazionamento del palazzo in più unità abitative.
Il palazzo presenta una facciata di tre piani, con i due superiori caratterizzati dai ricchi stucchi che incorniciano le finestre e che denotano un rinnovamento settecentesco in stile tardo-barocco. Il portale in piperno, anch'esso riconducibile al XVIII secolo, precede il breve androne,  alla cui destra vi è la semplice scala ottocentesca, e l'ampio cortile. 
Attualmente il palazzo è frazionato in una ventina di appartamenti e gode di buone condizioni conservative. In un appartamento si ammirano delle incartate settecentesche (le incartate sono soffitti lignei a travi ricoperti da delle carta decorata con motivi figurativi o geometrici).